# Paul Braaten
Pour les articles homonymes, voir Braaten.
Paul Braaten, né le 23 mars 1876 et mort le 20 janvier 1963, est un fondeur et coureur du combiné nordique norvégien.
Il a notamment remporté la Médaille Holmenkollen en 1899.

## Biographie
Membre du Eidsvold Værks Skiklub, il remporte le 30 km (no) du Festival de ski d'Holmenkollen en 1900 et 1901. En 1902, la distance est portée à 50 km et il termine deuxième derrière Karl Hovelsen.

## Palmarès
- Festival de ski d'Holmenkollen
  - En ski de fond, il remporte le 30 km en 1900 et 1901 et il a terminé 2e du 50 km en 1902.
  - En combiné nordique, il remporte la compétition en 1899 et il termine 2e en 1900, 1901 et 1902.

Ses résultats lui permettent de remporter en 1899 un Kongepokal ainsi que la Médaille Holmenkollen.